# Węglowodory platońskie
Węglowodory platońskie – policykliczne węglowodory alifatyczne, mające szkielet węglowy w kształcie wielościanów platońskich.
| Nazwa:                | tetraedran  | kuban    | oktaedran    | dodekaedran   | ikozaedran      |
| --------------------- | ----------- | -------- | ------------ | ------------- | --------------- |
| Struktura cząsteczki: |             |          | nie istnieje |               | nie istnieje    |
| Wzór:                 | C 4H 4      | C 8H 8   | C 6          | C 20H 20      | C 12            |
| Figura platońska:     | czworościan | sześcian | ośmiościan   | dwunastościan | dwudziestościan |

Otrzymane węglowodory platońskie:
- tetraedran znany jest jedynie w formie pochodnych, np. tetra-t-butylotetrahedranu
- kuban
- dodekaedran

Oktaedran i ikozaedran nie są w rzeczywistości węglowodorami, lecz hipotetycznymi odmianami alotropowymi węgla. Synteza oktaedranu nie jest teoretycznie niemożliwa, ale obliczenia wskazują na jego bardzo niską trwałość ze względu na niekorzystną geometrię wiązań. Natomiast ikozaedran musiałby zawierać pięciowiązalne atomy węgla, co praktycznie wyklucza jego istnienie, nawet w formie kationowej.